# Ваньшань (архіпелаг)

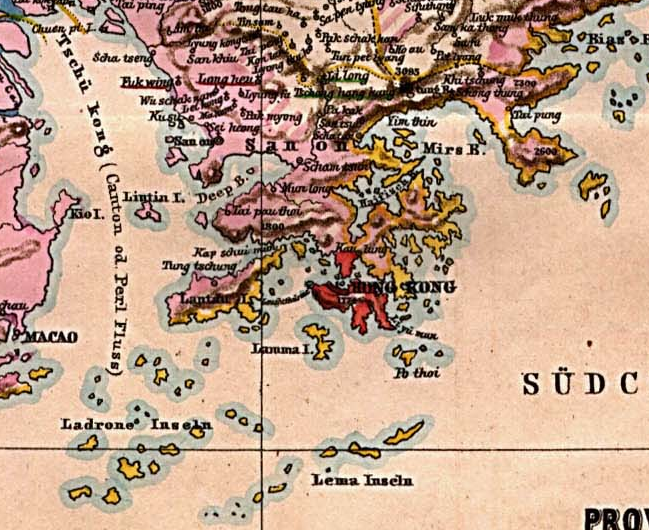
Ladrones Islands and Lema Islands (bottom part of the map) on a 1878 German map

Острови́ Ваньша́нь (萬山群島|万山群岛) — архіпелаг у Південнокитайському морі. Розташований на південь від дельти річки Перлин і Гонконга. Назва архіпелагу буквально означає «Десять тисяч гір». Архіпелаг включає 104 острови. Адміністративно входить до префектури Чжухай провінції Гуандун.